# تپه کت ییری گوربلاغ
تپه کت ییری گوربلاغ مربوط به هزاره اول قبل از میلاد - سده‌های میانه و متاخر دوران‌های تاریخی پس از اسلام است و در شهرستان ورزقان، بخش مرکزی، دهستان ازومدل جنوبی، ۵ کیلومتری جنوب روستای قره بولاغ واقع شده و این اثر در تاریخ ۲۷ بهمن ۱۳۸۷ با شمارهٔ ثبت ۲۴۵۱۴ به‌عنوان یکی از آثار ملی ایران به ثبت رسیده است.